# Acadiens
Pour les articles homonymes, voir Acadien.
Pour l’article ayant un titre homophone, voir Akkadien.
Les Acadiens forment une ethnie vivant principalement en Amérique du Nord, dans les provinces canadiennes du Nouveau-Brunswick, de l'Île-du-Prince-Édouard, de la Nouvelle-Écosse (qui forment l'Acadie) et du Québec, ainsi que dans l'État américain du Maine. Les Cadiens forment un groupe ethnique en Louisiane qui compte les Acadiens comme ancêtres.
Les Acadiens sont en grande majorité francophones et catholiques. Ils sont descendants des premiers colons français établis en Acadie à l'époque de la Nouvelle-France, principalement au sud-est du Nouveau-Brunswick. 
Durant la déportation des Acadiens de 1755, qui fut un nettoyage ethnique, ces derniers furent déracinés de leurs terres par les Britanniques et déportés en Nouvelle-Angleterre ou au Royaume-Uni. Après cette déportation, des survivants retournèrent, parfois plusieurs décennies plus tard, en Acadie ou se fixèrent dans différentes régions du monde, comme en France, en Grande-Bretagne ou encore en Louisiane.

## Identité

### Ethnonyme

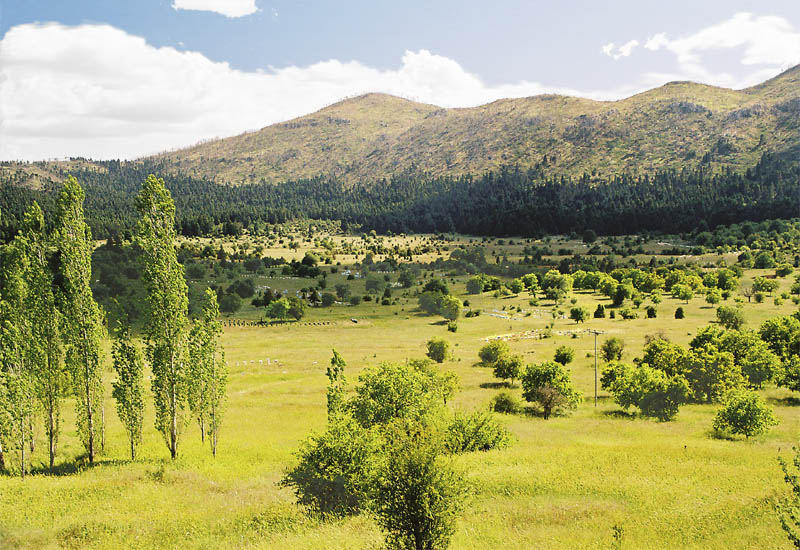
Paysage de l'Arcadie grecque.

Le mot « Acadien », dans le sens d'un habitant de l'Acadie, apparaît pour la première fois en 1699, sous la plume de Dière de Dièreville.
Le nom « Acadie » aurait été utilisé pour la première fois sous la forme « Arcadie » en 1524 par l'explorateur italien Giovanni da Verrazzano, au service de François Ier de France. Selon les auteurs, ce toponyme désignait tout d'abord la péninsule de Delmarva, près de Washington, aux États-Unis ou bien la Virginie ou encore la Caroline du Nord. Verrazano affirme que c'est la beauté de ses arbres qui lui inspirent le nom, peut-être par allusion à la région grecque de l'Arcadie, représentant un lieu idyllique pour les poètes. Il aurait pu aussi être inspiré par le poème L'Arcadie, de l'auteur italien Jacopo Sannazaro, publié en 1504 et décrivant en fait la région de Naples.
Des historiens doutent que le choix de Verazanno ait un lien avec l'usage actuel, et le toponyme pourrait venir du micmac « cadie », qui veut dire « terre fertile », d'« algatig », un mot de la même langue signifiant « lieu de campement » ou encore de « quoddy », un mot malécite-passamaquoddy voulant dire « endroit fertile ». Plusieurs lieux du Nouveau-Brunswick et de la Nouvelle-Écosse ont d'ailleurs une consonance semblable. Bona Arsenault note toutefois que Verazzano ne débarque que trois jours sur le continent, ce qui permet de douter de l'origine micmaque ou malécite.
La version anglaise de l'ethnonyme est Acadian, alors que French et ses variantes sont généralement péjoratifs.

### Ethnologie
Certaines encyclopédies incluent les Acadiens dans une catégorie plus vaste, parfois les Canadiens mais en général les Canadiens français, un terme générique décrivant les descendants des colons français au Canada,,,. Les Acadiens peuvent aussi être appelés les « Canadiens français du Nord-Est ». La reconnaissance variable des Acadiens par les gouvernements explique en partie cette confusion. Par exemple, le recensement américain ne comprend pas de catégorie Acadien pour l'origine ethnique alors que leur nombre officiel a augmenté considérablement depuis que le Canada permet ce choix dans le recensement.
Les Acadiens font peut-être partie du groupe Canadiens français dans des contextes linguistiques, mais ils sont considérés comme un groupe distinct des Canadiens français au sens culturel et ethnique en raison de leur histoire distincte, qui précède l’admission des provinces maritimes à la Confédération canadienne en 1867.
Malgré leur situation au Canada, le Dictionnaire des peuples classe les Acadiens dans les peuples non-occidentaux, de par leur proche disparition durant le Grand Dérangement, leur long isolement et le fait qu'ils comptent une importante diaspora. Les Acadiens ne sont pas des autochtones mais certains groupes[réf. souhaitée] et personnalités, tels que Jackie Vautour, militent pour leur reconnaissance en tant que tels même s'ils ne correspondent pas à la définition du Ralliement national des Métis,.

### Acadianité
L'acadianité est la définition de ce qu'est un Acadien, qui se résume bien souvent au sentiment d'appartenance à l'Acadie. Ce sentiment serait apparu dès le XVIIe siècle et aurait été engendré par l'isolement de l'Acadie face aux autres colonies de la Nouvelle-France.
La définition officielle de l'acadianité fut choisie lors de la première Convention nationale acadienne à Memramcook, en 1881: un francophone catholique, descendant soit d'un colon établi dans l'ancienne Acadie, soit d'un déporté. Cette définition est moins bien acceptée de nos jours. En effet, certaines communautés sont anglicisées ou en voie d'anglicisation, le catholicisme n'est plus la seule religion et la pratique religieuse est en baisse tandis que l'Acadie n'est plus isolée comme autrefois et le nombre de mariages interethniques s'accroît, sans oublier que la population est de plus en plus consciente des origines diverses de plusieurs familles.
Les Acadiens sont enclins à s'identifier avant tout à leur ville, leur région, leur province ou leur pays avant de s'identifier à l'Acadie. Parmi toutes les régions, le Madawaska est celle ayant le plus fort sentiment identitaire distinctif. Une partie des habitants se considèrent comme des Brayons au lieu d'Acadiens. Le Madawaska possède plusieurs symboles dont un drapeau, des armoiries, un plat national ainsi qu'une Foire brayonne, alors que le nom de République du Madawaska est toujours utilisé de façon symbolique. Les Acadiens du Maine, en particulier ceux du Madawaska, sont depuis les années 1970 de plus en plus conscients de leur acadianité et maintiennent d'importants liens avec la partie canadienne du Madawaska, bien qu'ils se considèrent avant tout Américains. Les Acadiens du Québec sont rarement au courant de leur origine, qu'ils découvrent souvent en faisant leur arbre généalogique. Les Cadiens sont intimement liés aux Acadiens, car ils descendent d'expatriés acadiens et d'autres immigrants établis en Louisiane vers la fin du XVIIIe siècle. Les Cadiens sont appelés en anglais « Cajuns » (déformation du terme français),.

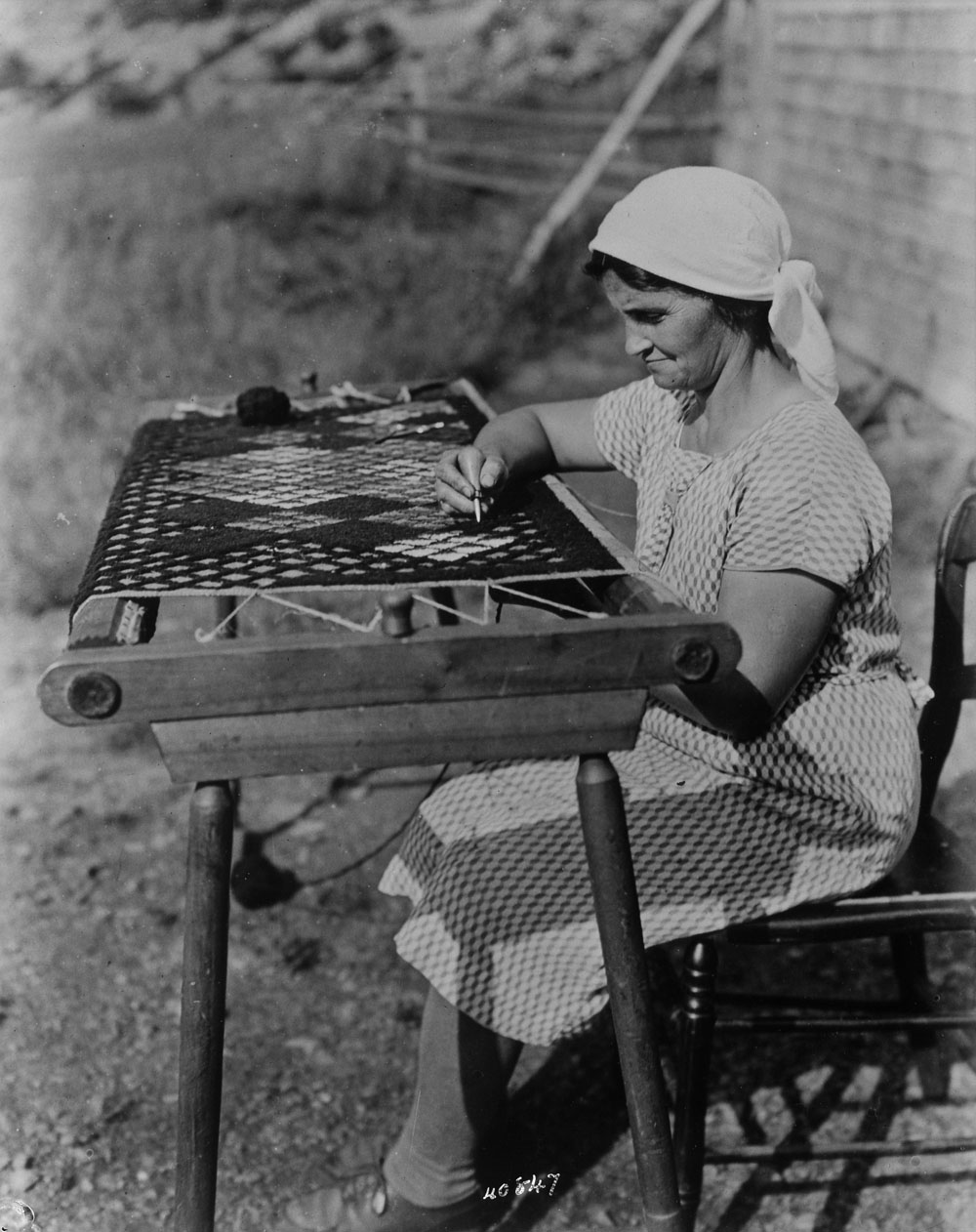
Une Acadienne fabriquant un tapis, 1938

Il y a une tendance à forcer la création d'une identité canadienne unique basée sur l'activité culturelle et le sport. Les francophones s'identifient d'une manière générale à leurs ancêtres français, et les Canadiens anglais sont divisés entre l'attachement au Grande-Bretagne ou aux États-Unis. De plus, la politique multiculturelle canadienne favorise la préservation du patrimoine des différentes communautés ethniques du pays.

## Histoire

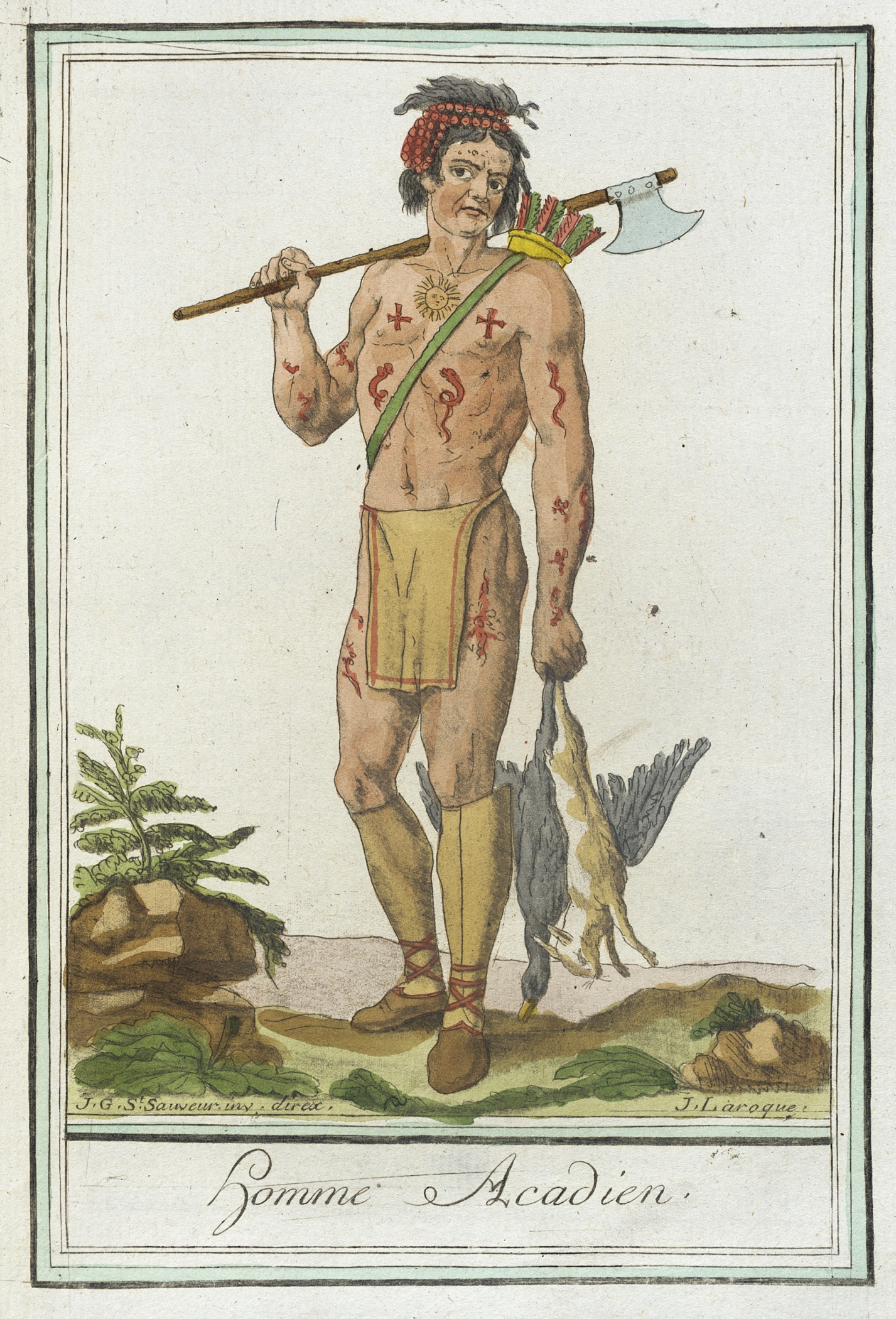
Homme Acadien par Jacques Grasset de Saint-Sauveur, 1796

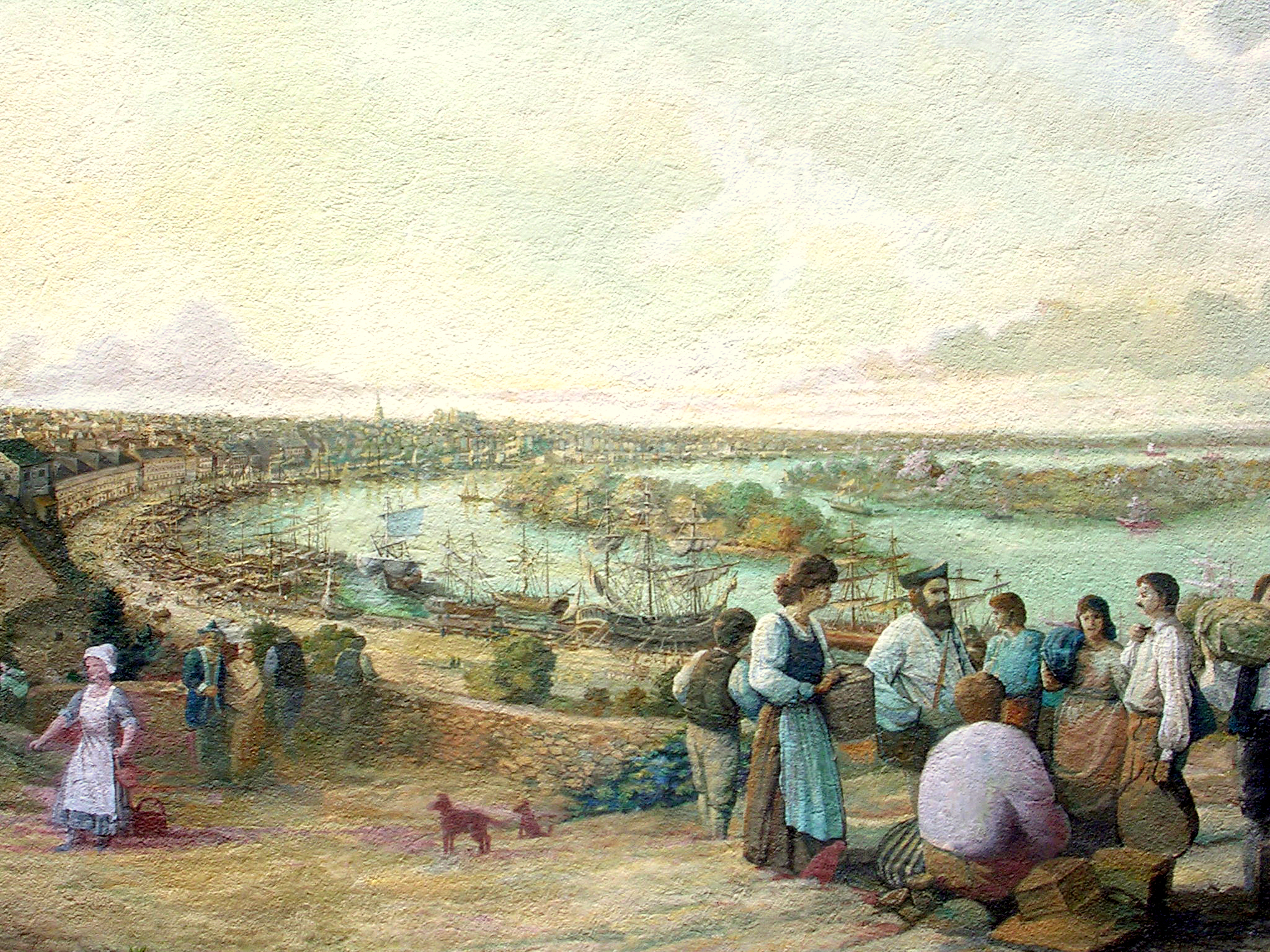
Détail de la fresque située sur la butte Sainte-Anne, à Nantes et représentant le séjour des Acadiens de 1775 à 1785 à Chantenay.

### Origines
Les ancêtres des Acadiens proviennent principalement de l’ouest et sud-ouest de la France, de l'Aquitaine et de la Saintonge, ainsi que de l'Aunis, du Poitou et de l'Angoumois. Ils sont aussi répertoriés comme venant de Bourgogne, de Haute-Bretagne et des provinces limitrophes, comme la Touraine. On y compte également des Parisiens et des colons venus du pays basque.

### Nouvelle-France
En 1603, Henri IV, le roi de France, accorda à Pierre Dugua de Mons le droit de coloniser les terres d'Amérique du Nord. Arrivant en 1604, les colons français (sans femme ni enfant) bâtirent leur fort à l'embouchure de la rivière Sainte-Croix, qui sépare le Nouveau-Brunswick et le Maine actuels, sur une petite île nommée île Sainte-Croix (aujourd'hui Dochet Island). Le printemps suivant, les colons déménagèrent au sud-est de la Baie française (aujourd'hui la baie de Fundy) haut lieu en retrait qu'ils nommèrent Port-Royal (de nos jours Annapolis Royal, en Nouvelle-Écosse).
Au XVIIe siècle, après 1632, environ cent familles françaises s'établirent en Acadie. Elles développèrent des relations avec les indigènes micmacs, apprenant leurs techniques de chasse et de pêche. Les Acadiens vécurent principalement en régions côtières, sur des terres reprises à la mer par des endiguements nommés aboiteaux.
Établis à la frontière entre les territoires français et britanniques, les Acadiens se trouvèrent sur la ligne de front de chaque conflit entre les deux puissances. L'Acadie passa à plusieurs reprises d'un camp à l'autre, et les Acadiens apprirent à y survivre en adoptant une attitude de neutralité réfléchie, refusant de prendre les armes pour l'un ou l'autre des camps, quel qu'il fût, et en vinrent ainsi à être désignés sous le nom de French Neutrals (les « Neutres français »).

### Nouvelle-Écosse
Dans le traité d'Utrecht de 1713, la France céda aux Anglais cette portion de l'Acadie qui est maintenant la Nouvelle-Écosse (moins l'île du Cap-Breton). En 1754, le gouvernement britannique, n'acceptant plus la neutralité précédemment tolérée des Acadiens, demanda qu'ils prêtent un serment d'allégeance absolu à la couronne britannique, ce qui revenait à exiger des Acadiens qu'ils acceptent de prendre les armes contre les habitants du Québec français. Les Acadiens refusèrent cette perspective de combattre les membres de leurs familles en territoire français, et pensèrent, le monarque britannique étant chef d'une église anglicane regardée comme aussi hérétique que le calvinisme, que ce serment compromettrait à long terme leur culte catholique, face aux rites protestants. Le colonel Charles Lawrence ordonna la déportation massive des Acadiens, sans autorisation formelle de Londres et en dépit d'avertissements des autorités britanniques contre une réaction draconienne. L'historien John Mack Faragher utilisa le terme contemporain de nettoyage ethnique pour décrire cette mesure.

### Déportation des Acadiens

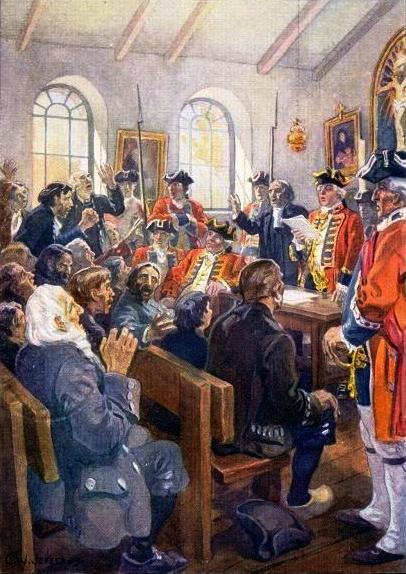
Déportation des Acadiens.

Dans ce qui est connu comme le Grand Dérangement, plus de 12 000 Acadiens (les trois quarts de la population acadienne en Nouvelle-Écosse) furent expulsés, leurs maisons brûlées et leurs terres confisquées. Les familles furent déchirées, et les Acadiens furent dispersés partout dans les terres britanniques d'Amérique du Nord ; certains furent rendus à la France.

### Renaissance acadienne

#### Politique d'accueil de la France
La plupart des Acadiens ont été déportés juste avant ou lors de la guerre de Sept Ans (1756-1763) entre la France et la Grande-Bretagne, en droiture ou par les colonies de la Nouvelle-Angleterre et parfois les camps d’internement britanniques. Plusieurs milliers ont ensuite cependant bénéficié de la politique d'accueil de la France à la fin de cette guerre, mais la plupart sont ensuite repartis.
Au plan historiographique, au cours de la première moitié du XXe siècle, les thèses d'Émile Lauvrière, historien français de l'Acadie, ont sous-estimé le rôle de l’État dans l’échec de l’installation acadienne et défendu la politique de Louis XV en la matière. Ensuite, au cours de la seconde moitié du XXe siècle, les thèses des historiens nord-américains, recourant à des interprétations culturelles et identitaires ont donné une vision moins favorables.
La thèse de « l’exil patriotique », entrepris par de « fidèles sujets du roi », chère au commissaire général de la Marine Lemoyne, responsable de leur placement entre 1772 et 1774, a ainsi été nuancée très fortement.
Les injonctions de Jacques Necker de disperser les réfugiés acadiens sur le territoire français n'ont finalement pas été mises en œuvre, et les espoirs de revenir en Acadie sont ravivés par l'évolution en faveur des insurgés américains que prend la guerre d'indépendance des États-Unis (1775-1783). Toutefoism de fait, ils sont restés longtemps dispersés entre Boulogne, Le Havre, Cherbourg, Saint-Malo, Morlaix, Lorient, La Rochelle, Rochefort et Bordeaux, la plupart recevant une aide publique journalière, de six solas, parfois non versée, le gouvernement souhaitant dès le début « les envoyer peupler ses colonies, telles les Antilles, la Guyane, voire les Malouines », notamment par la voie et les pressions d'Étienne-François de Choiseul, allant jusqu'à favoriser les mariages entre Acadiens, pour favoriser le retour en Amérique.
Mais ces visées se sont heurtées à un constat d'échec de la tentative de réaliser une colonisation plus systématique de la Guyane au cours de ces années-là.

#### Belle-Île-en-Mer
Dans les années qui suivirent le Grand Dérangement de 1755, les réfugiés acadiens furent déportés vers la Virginie, puis refoulés vers l’Angleterre. En 1755, ils étaient « nombreux » à « croupir dans les prisons britanniques à Southampton, Bristol et Liverpool », jusqu’à la signature du Traité de Paris, signé en février 1763, qui  met fin à la guerre de Sept Ans (1756-1763) entre Français et Anglais. Par ce texte, la France abandonne aux Britanniques, entre autres, toutes ses possessions du Canada, sauf Saint-Pierre-et-Miquelon, ainsi que Minorque, cédée en échange de Belle-Île-en-Mer, convoitée pour ses abondantes ressources en eau douce, que les Britanniques occupaient depuis deux ans.
Ce traité a permis à la France de récupérer Belle-Île à partir du 11 avril 1763. Un mois après, en mai 1763, quatre navires ont quitté les ports anglais transportant 778 Acadiens prisonniers, pour les débarquer à Morlaix et à Saint-Malo, « en toute précarité ». Ils sont aidés par l’Abbé Jean-Louis Le Loutre, qui avait été envoyé dès 1738 comme missionnaire en Acadie, région sous contrôle anglais depuis le début du siècle, où il avait mené la résistance à la construction de forts anglais dans les villages acadiens. Il entreprend des démarches qui contribueront à ce que 363 ex-prisonniers en Angleterre de tous âges puissent aller s'implanter à Belle-Île-en-Mer.
Dès juillet 1763, trois chefs de famille acadiens, Honoré Le Blanc, Joseph Trahan et Simon Granger, se rendent à Belle-Île, afin de juger de la possibilité d'une implantation sur cette île bretonne. Le baron Richard-Auguste de Warren, gouverneur de l'île observe qu' « ils ont paru très contents de ma réception et s'en sont retournés le 27. Comme ils sont gens fort industrieux et habiles cultivateurs, je serais enchanté de les voir arriver : ce serait un bon boulevard contre ceux qui les ont maltraités. »
Un des obstacles est la nécessité de trouver les bonnes modalités d’installation à Belle-île, et de faire les bons choix concernant la distribution des terres, avec le déplacement nécessaire de plusieurs Bellilois « de souche », même si les Acadiens ont souvent reçu les plus mauvaises parcelles agricoles. En janvier 1764, l’abbé Jean-Louis Le Loutre annonce à de Warren que 77 familles sont désireuses de s'installer sur l'île. Toutefois, les affaires traînent en longueur, car rien n'est prêt, il manque des maisons, il faut commander des chariots, des charrues, du bois, des bœufs, des vaches. L'île comptait alors 5 000 habitants vivant dans 127 villages, dont environ 950 habitant Le Palais, sa capitale.
Les familles acadiennes étaient à 85 % étaient originaires du Bassin des Mines de l’Acadie de Nouvelle-Ecosse et cinq patronymes étaient portés par la moitié du total. Les moins de 35 ans représentaient 83 % contre 65 % dans la population française quatorze étaient nés en Acadie avant 1713 et 237 entre 1713 et 1755 ; 46 étaient nés en Angleterre entre 1755 et 1763 et 66 en France entre 1763 et 1765. Elles voulaient être regroupées « dans un seul village » mais le furent entre une quarantaine, le baron de Warren, gouverneur de l’île, se déclarant soucieux que tous ses habitants « ne fassent qu’un seul esprit et qu’un même peuple ». Mais leur accueil sera « pour le moins mitigé », d'autant que les Acadiens parlaient le français et les Bellilois le breton. Ces divergences ont généré « plusieurs mois d’attente » à Morlaix et à Saint-Malo, voire plus de deux ans, mais malgré elles, par la suite  86,7 % des mariages des Acadiens sur l'île seront des mariages mixtes
Un inspecteur, nommé Isambert, a imaginé un système original, constitué de lots de terres bien précis et numérotés et de 13 "brigades" de 6 familles, chacune dotée d'un « chef de brigade » chargé de tirer au sort la lottie attribuée à chacune des brigades, dans le cadre d'une révision foncière appelée « afféagement » et de la levée d’un cadastre, un des seuls qui soit antérieur au cadastre napoléonien.
Ce sont finalement bien 78 familles, soit un peu plus de 300 personnes, réfugiées du « grand dérangement »  de 1755 qui s’installent à Belle-Île. Les Acadiens, au nombre de 363, y sont ainsi parvenus en quatre groupes, à l’automne 1765. En septembre 1765, Granger et Le Blanc sont chargés de préparer l'hébergement des 77 familles, les premières arrivent le 22 septembre, d'autres le 1er octobre, puis le 18 et enfin le 30 octobre, jour de tempête en mer. Ces familles sont logées provisoirement dans « les grands magasins aux avoines » qui sont une halle.
Des concessions valant titre de propriété sont attribuées à chaque famille : dix hectares de terres labourables, une maison d’un modèle uniforme, une aire à battre, une grange, des semences, des ustensiles et un pécule. Chacune a reçu aussi un bœuf, un cheval, une charrette et trois faucilles. Certains, qui étaient marins, s'embauchèrent auprès des patrons pêcheurs du pays. La plupart devinrent cultivateurs et certains durent construire leurs maisons, dont plusieurs existent toujours à Belle-Île-en-Mer et portent un petit écriteau marqué « 1766 », date de leur installation, en plus « des monuments, des croix, de chemins à leur mémoire » et même d'un hôtel à leur nom.
Ils durent s’engager à rester à Belle-Île « au moins dix ans », jusqu’au 1er janvier 1776. Après cette date, plusieurs partirent pour l’Amérique et « tout particulièrement » la Louisiane. Certains restèrent après avoir été reconnus « propriétaires de leur parcelle », en obtenant un état civil français. Au total, 25 % seulement des Acadiens restent à long terme dans l'île, 45 % s'installent en Bretagne, mais sur le continent ou vont vers différentes régions de France et 30 % vers la Louisiane, rejoindre leurs familles, les Cadiens, qui y avaient été déportées. Selon le chercheur Dominique Guillemet, « dès 1780, les premières synthèses historiques sur Belle-Île conclurent à l’échec de l’installation », mais des travaux de la fin du XXe siècle montrent, au contraire, la relative réussite de l’intégration d’une fraction de la population acadienne belliloise, et un document daté de 1791, dénombre la présence de 50 familles acadiennes sur les terres afféagées entre 1766 et 1768.
Au cours de l’année 1772, un recensement des Acadiens, signé par le commissaire général de la Marine Lemoyne, fut réalisé en vue de la création d’un établissement en Poitou. En ce qui concerne les Acadiens de Belle-Île-en-Mer, le récapitulatif en décompte 103. Ce rôle des familles des Acadiens dits de Belle-Île inclut 22 Acadiens non bellilois. Ce recensement ne concerne donc que 81 Acadiens vraiment bellilois dont 19 seulement résident encore à Belle-Île-en-Mer. Les 62 autres appartiennent à 14 familles qui ont quitté l’île et dont le lieu de résidence est précisé. Un tiers des 5 000 habitants de Belle-Île au XXIe siècle « serait d’origine acadienne ».

#### Louisiane
Au cours des dernières années passées à Nantes, les Acadiens regroupés dans cette ville, mais aussi leurs parents restés dans d'autres ports, subissent les incitations pressantes d'un ardent militant du projet de départ en Louisiane espagnole, Henry Peyroux de la Coudrenière ; celui-ci est  motivé par son profit personnel, et soucieux atteindre le seuil de 1600 personnes, imposé par l’Espagne pour accepter l’immigration en Louisiane, devenue espagnole après la guerre de Sept Ans. Ce personnage joue le rôle d'interprète pour les familles acadiennes et a reçu une commission comme capitaine dans l'armée espagnole, mais dès 1787 il fut nommé ailleurs, comme commandant à Sainte-Geneviève (Missouri), à 45 miles au sud de Saint-Louis (Missouri).
Début 1792, Peyroux se rend à Philadelphie pour contacter des immigrants français afin de coloniser la vallée du Mississippi . Il y rencontre André Michaux, qui l'introduit auprès de l'ambassadeur de France Edmond-Charles Genêt en vue de contribuer à un « projet d'invasion du territoire espagnol de la Louisiane par la France ». À la même époque, vers 1784-1785, Peyroux écrivit un "mémoire sur les avantages à gagner pour la couronne espagnole par la colonisation de la Tasmanie . N'ayant reçu aucune réponse du gouvernement espagnol, Peyroux le proposa au gouvernement français comme Mémoire sur les avantages qui résulteraient d'une colonie puissante à la terre de Diémen (voir Paul Roussier, « Un projet de colonie française dans le Pacifique à la fin du XVIIIe siècle »).

### Époque contemporaine
En 2003, sur demande des Acadiens, une proclamation fut émise au nom de la reine Élisabeth II, reconnaissant officiellement la déportation des Acadiens et établissant le 28 juillet comme un jour de commémoration.

## Milieu

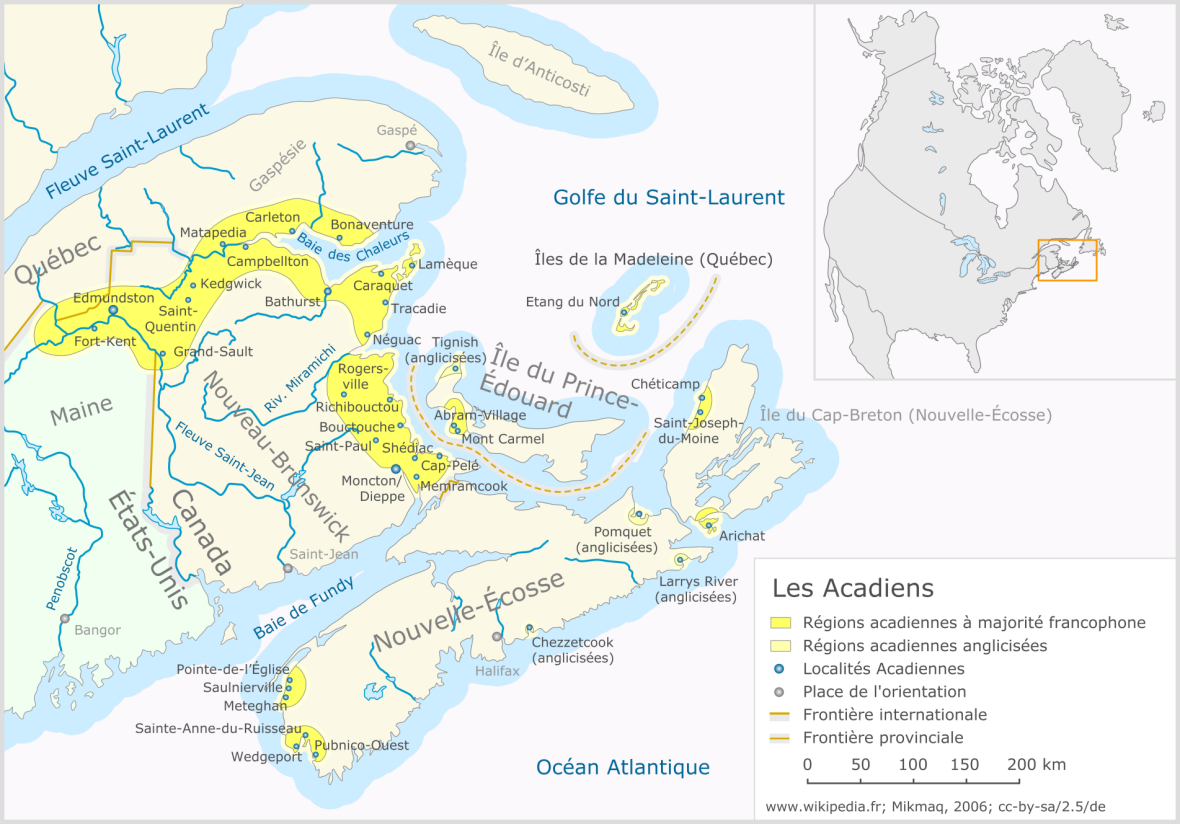
Les communautés acadiennes (en jaune)

Aujourd'hui, les Acadiens habitent pour l'essentiel les rives nord, nord-est et sud-est du Nouveau-Brunswick. D'autres groupes d'Acadiens peuvent être trouvés aux îles de la Madeleine et de part et d'autre du Québec, à l'Île-du-Prince-Édouard et en Nouvelle-Écosse, comme à Chéticamp, l'Isle Madame et Clare. D'autres peuvent encore être trouvés dans les régions du sud et de l'ouest du Nouveau-Brunswick et en Nouvelle-Angleterre. Plusieurs de ces dernières communautés ont dû faire face à des degrés d'assimilation variés. Pour beaucoup de familles dans des communautés à prédominance anglophone, l'attrition de la langue française s'est produite, particulièrement pour les jeunes générations. Les Acadiens qui se sont installés en Louisiane après 1764, connus comme les Cadiens, ont eu une influence culturelle dominante dans beaucoup de paroisses (voir Paroisse au sens administratif), particulièrement dans le secteur du sud-ouest de la Louisiane, connue comme Acadiane.
Les Acadiens vivent en général au bord de la mer mais quelques communautés en sont éloignées. Leurs communautés consistent en un village-rue, c'est-à-dire où les maisons sont alignées de chaque côté d'un chemin. Les terrains parallèles s'étendent jusque dans la forêt ou le bord de la mer. Autrefois, le bétail était en liberté mais les enclos sont désormais clôturés. Une église catholique est généralement bien en vue au centre du village, avec à proximité les institutions locales comme la caisse populaire ou le bureau de poste. Il n'y a pourtant pas de concentration de bâtiments au centre de la localité sauf si la population dépasse environ 1 000 habitants. Les pêcheurs font ainsi souvent plusieurs kilomètres pour atteindre le port. En fait, l'activité traditionnelle des localités côtières incluant la pêche, l'agriculture et l'exploitation forestière. Dans le cas d'une communauté acadienne minoritaire, les signes distinctifs sont la présence d'une église catholique, d'une école francophone et d'une caisse populaire dans un même secteur.

## Société

### Politique

#### Société nationale de l'Acadie
La Société nationale de l'Acadie est le gouvernement des Acadiens créé en 1881 lors de la première convention acadienne de Memramcook. Elle a pour objectif principal la promotion de l'Acadie.

#### Parti acadien
Le Parti acadien était un parti politique du Nouveau-Brunswick fondé en 1972 par des Acadiens indignés que les conditions de pauvreté touchent davantage les régions à prédominance francophone que celles à majorité anglophone. Le parti fut l'incarnation principale du nationalisme acadien, issu des mouvements de revendications de la fin des années 1960 à l'université de Moncton.

### Famille et communauté
Traditionnellement, l'homme quitte la maison pour des travaux saisonniers tandis que la femme reste à la maison, où elle a la majeure partie des responsabilités de la ferme. De nos jours, la plupart des femmes ont un emploi. La possession terrienne est la norme, même en ville. Il arrive toutefois que des gens louent des terres de la Couronne, notamment pour l'exploitation forestière. Auparavant, les parents âgés restaient chez l'un des enfants mais il est de plus en plus habituel de les envoyer dans une résidence de l'âge d'or. De plus, l'habitude qu'ont les couples mariés de rester chez les parents de l'époux jusqu'à ce qu'ils aient assez d'argent pour se construire une maison tend à disparaître. Il était courant de diviser son héritage entre ses fils mais de nos jours, les biens immobiliers sont accordés au fils le plus âgé et les autres biens sont divisés entre les enfants.
L'attachement à la famille et même la parenté, parfois éloignée, est fort. Il semble que cela soit dû à la nécessité de conserver des liens en milieu minoritaire. La famille est généralement nucléaire. Le taux de natalité baisse beaucoup après les années 1960, après avoir été l'un des plus élevés au Canada. L'âge moyen du mariage est aussi passé du début de la vingtaine, et souvent beaucoup plus jeune pour les femmes, à la mi-vingtaine. Le divorce, fortement réprouvé par l'Église, est tout de même devenu courant. Les mariages interethniques étaient autrefois tabous et même si la pression sociale a diminué, ils restent peu courants. Le lignage est maintenu par l'aîné de la famille mais de nos jours, des centres d'archives en conservent la trace. Il y a un faible nombre de familles acadiennes et certains villages consistent en fait en une énorme famille. Ainsi, il est courant d'appeler une personne par le prénom de son père au lieu de son nom de famille pour la différencier d'un autre. Par exemple, Patrick à Théodore au lieu de Patrick Dugas.
Certaines communautés rurales possèdent encore un code de conduite non écrit menant autrefois à des punitions corporelles dans de rares cas ou plutôt au rejet permanent ou temporaire en cas de non-respect. De toute manière, le recours à la police et à la justice est devenu courant à la suite de la modernisation de l'Acadie.

## Culture
Aujourd'hui, les Acadiens sont une minorité, en particulier au Nouveau-Brunswick et en Louisiane (Cadiens). Depuis 1994, le Congrès mondial acadien a uni les Acadiens des Maritimes, de la Nouvelle-Angleterre et de la Louisiane.
Parmi les plus célèbres Acadiens dans les Maritimes, il y a les chanteuses Angèle Arsenault, Édith Butler et Natasha St-Pier, l'écrivaine Antonine Maillet, le boxeur Yvon Durelle, le jockey Ron Turcotte, le lanceur Rhéal Cormier, le cinéaste Phil Comeau, le lutteur et acteur Robert Maillet, l'ancien Gouverneur général Roméo LeBlanc, l'ancien premier ministre de l'Île-du-Prince-Édouard Aubin-Edmond Arsenault, le premier Acadien à la tête d'une province et le premier Acadien à la Cour suprême provinciale, son père, Joseph-Octave Arsenault, le premier Acadien désigné comme sénateur au Sénat canadien, et l'ancien premier ministre du Nouveau-Brunswick Louis Robichaud, qui fut responsable de la modernisation de l'éducation et du gouvernement de la province au milieu du XXe siècle.

### Architecture

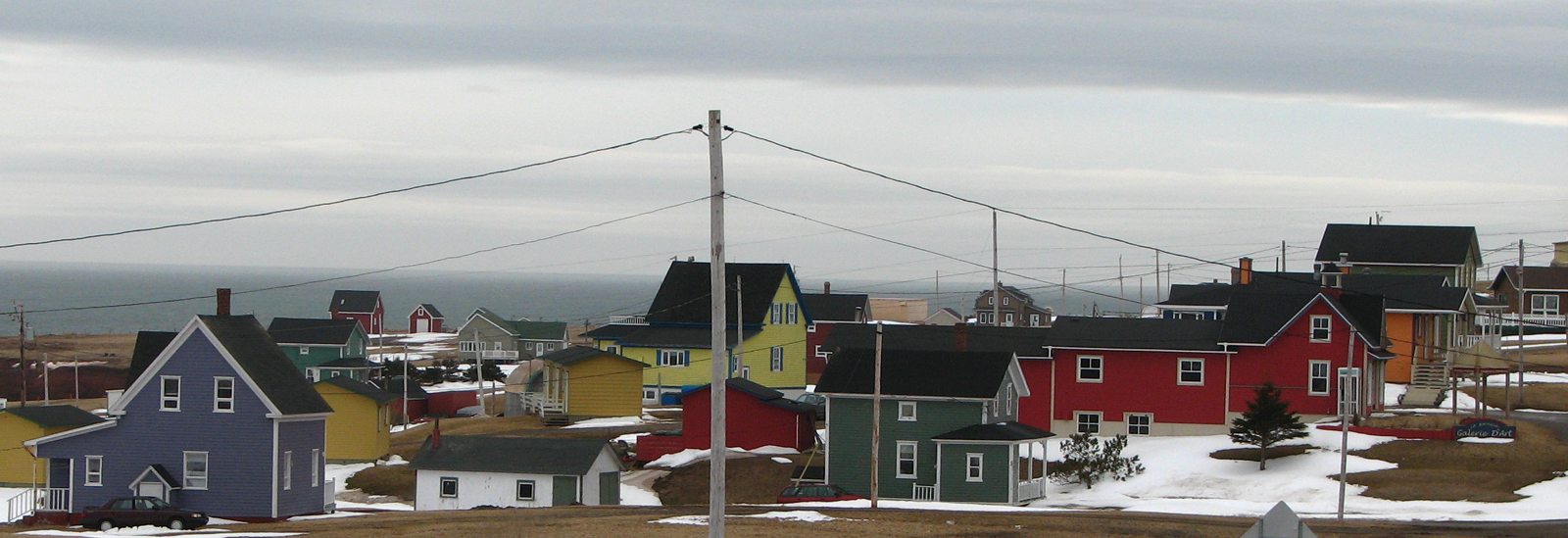
Maisons traditionnelles aux îles de la Madeleine.

L'architecture acadienne est à l'origine d'inspiration française, mais adaptée aux conditions climatiques et aux matériaux locaux. Plus tard, des techniques de construction amérindiennes sont utilisées, surtout pour améliorer l'isolation des maisons. La plupart des constructions acadiennes sont démolies durant le Grand Dérangement, entre 1755 et 1763. Durant plusieurs années, les maisons sont de piètre qualité et construites à la hâte.
Malgré l'amélioration des conditions de vie, l'architecture reste simple jusqu'au milieu du XIXe siècle. Les traces d’inspiration française s'effacent alors progressivement devant les influences américaine et anglaise. C'est alors que les premiers architectes acadiens commencent leur carrière. Il est difficile de définir un style typique acadien puisque aucune étude exhaustive n'a été effectuée à ce sujet. Par contre, l'architecture est de plus en plus mise en valeur et protégée. Plusieurs villages historiques ont ainsi été construits depuis les années 1970 et de nombreux nouveaux édifices s'harmonisent avec l'architecture traditionnelle.

### Sculpture et peinture
Jusqu'au début du XXe siècle, la sculpture et la peinture étaient surtout réalisées par les décorateurs d'églises. Parmi les principales réalisations toujours existantes, notons celles de Philomène Belliveau, Caroline Léger, Anna Bourque-Bourgeois, Jeanne Léger, Alma Buote et Yolande Boudreau, qui ont toutes étudié l'art à l'étranger. À partir des années 1930, le docteur Paul Carmel Laporte enseigna la sculpture et le dessin à Edmundston et forma plusieurs artistes de renom, dont Claude Picard, Claude Roussel et Marie Hélène Allain. Plusieurs artistes de la même époque ont dû suivre des cours à l'extérieur avant de poursuivre leur carrière en Acadie, dont Gertrude Godbout, Eulalie Boudreau, René Hébert, Georges Goguen, Roméo Savoie, Hilda Lavoie-Franchon et Claude Gauvin.
Certains ont produit des peintures religieuses et murales pour les églises, dont Édouard Gautreau, Claude Picard et Ernest Cormier. L'église Sainte-Anne de Sainte-Anne-de-Kent, qui comptait entre autres des tableaux de Gautreau, était surnommée la « chapelle Sixtine de l'Acadie » jusqu'à sa destruction dans un incendie en 2007. Nelson Surette s'est fait connaître grâce à ses tableaux représentant la vie quotidienne. Adrien Arsenault est aussi reconnu. Nérée De Grâce puise son inspiration dans le folklore acadien et ses tableaux se retrouvent dans plusieurs collections à travers le monde, ainsi que sur un timbre canadien. Les musées canadiens possèdent des œuvres d'autres artistes, dont les plus connus sont les sculpteurs Arthur Gallant, Alfred Morneault et Octave Verret ainsi que les peintres Léo B. LeBlanc, Médard Cormier et Camille Cormier.
Claude Roussel a mis sur pied le département d'arts visuels de l'université de Moncton, qui a permis de former de nombreux artistes sur place. Les plus prolifiques sont l'artiste multidisciplinaire Herménégilde Chiasson et le peintre Yvon Gallant mais on compte aussi Paul Édouard Bourque, Jacques Arseneault, Francis Coutellier, Marc Cyr, Pierre Noël LeBlanc, Anne-Marie Sirois, Lucille Robichaud, Lionel Cormier, Luc A. Charette, Daniel Dugas, Guy Duguay, Roger Vautour, Ghislaine McLaughlin, Gilles LeBlanc, Georges Blanchette, Gilles Arsenault, Hélène LaRoche et André Lapointe. Robert Saucier, Jocelyn Jean et Paul-Émile Saulnier travaillent au Québec mais leurs œuvres se vendent à l'étranger.

### Littérature
Marc Lescarbot a donné naissance à la littérature acadienne à Port-Royal en 1606. Plusieurs visiteurs ainsi que des prêtres ont ensuite écrit sur la géographie ainsi que sur les conditions religieuses et économiques. La situation politique trouble et la lente croissance de la population expliquent le faible nombre de textes produits par les Acadiens durant cette période. Après la Déportation, la littérature prend du temps à réapparaître mais la tradition orale reste florissante. L'interdiction de posséder une presse et le manque d'école favorisent de plus la tradition orale.
Avec la fondation d'écoles et de collèges au XIXe siècle puis les Conventions nationales acadiennes, les Acadiens et leur clergé commencent à redécouvrir leur identité et leurs aspirations dans un monde d'anglophones. Jusqu'aux années 1960, la littérature est dominée par le débat nationaliste. La redécouverte de l'histoire de l'Acadie a donné lieu à un nombre important de textes, en particulier ceux de Pascal Poirier. Au XXe siècle, le nationalisme devient moins important et plusieurs auteurs dont Antonine Maillet se penchent sur d'autres sujets. Plusieurs auteurs de la diaspora publient durant les années 1960, dont Donat Coste et Rénald Després.
Dès 1966, les plus jeunes auteurs remettent en question les valeurs traditionnelles ; ce mouvement est amplifié par la Révolution tranquille au Québec, par les réformes de Louis Robichaud au Nouveau-Brunswick, par les grèves étudiantes et par le succès phénoménal de La Sagouine d'Antonine Maillet. La poésie est la première forme littéraire à suivre cette tendance. Le roman est dominé par l'œuvre de Maillet mais de nombreux autres auteurs sont à remarquer. Depuis le milieu des années 1980, la littérature acadienne se porte très bien, ce qu'illustre le nombre grandissant des maisons d'éditions et la reconnaissance dont elle jouit tant en Amérique qu'en France. Les œuvres sont de genres variés et la littérature pour enfants se développe.

### Théâtre
Marc Lescarbot a aussi donné naissance au théâtre acadien en produisant Le Théâtre de Neptune en 1606. Il faut cependant attendre 1956 pour voir la création de la première véritable troupe de théâtre : la Troupe Notre-Dame de Grâce de Moncton. Deux troupes professionnelles, le Théâtre populaire d'Acadie de Caraquet et le Théâtre l'Escaouette de Moncton, dominent aujourd'hui la scène théâtrale. Le TPA a présenté plusieurs pièces de Jules Boudreau, qui traite aussi bien de sujets historiques comme dans Louis Mailloux ou de sujets contemporains ; Herménégilde Chiasson a ainsi présenté sa première pièce à ce théâtre. Le théâtre L'Escaouette a ensuite fait une grande place à Chiasson, dont la vaste œuvre traite de trois sujets principaux : l'histoire révisionniste, l'humour et le fantastique.

### Cinéma et télévision
Un cinéma acadien s'est développé à partir des années 1950 par le travail de pionnier de Léonard Forest et de l'Office national du film du Canada. Le cinéma acadien a réussi à créer cinq longs métrages dont Le Secret de Jérôme de Phil Comeau en 1994, et Full Blast de Rodrigue Jean en 1999. De plus, une centaine de courts et moyens métrages documentaires ont été produits. Il existe aujourd'hui des maisons de production de films au Nouveau-Brunswick.

### Cuisine
La cuisine acadienne est d'origine française mais on trouve plusieurs autres influences, particulièrement canadiennes françaises, amérindiennes et allemandes. Il y a en fait plusieurs cuisines régionales. La plupart des ingrédients sont disponibles sur place alors que certains proviennent d'un commerce ancien avec les Antilles et le Brésil, comme les raisins secs, le riz, la cassonade et la mélasse. La pomme de terre est l'aliment de base et le poisson et les fruits de mer sont très populaires. La cuisine acadienne a partiellement inspiré la cuisine cadienne.

### Folklore
Jusqu'à la fin du XIXe siècle, l'isolement de l'Acadie a permis de préserver un folklore varié, transmis de génération en génération. Les contes les plus populaires sont ceux de Ti-Jean, dont plusieurs ont été adaptés par Melvin Gallant. Les chansons du début du XXe siècle témoignent de l'éveil à la culture. Le folklore est en quelque sorte méprisé par l'élite jusqu'à ce que le journal L'Évangéline publie à partir de 1939 une chronique sur les chansons acadiennes par Thomas LeBlanc et qu'Anselme Chiasson et Daniel Boudreau publient le recueil Chansons d'Acadie entre 1942 et 1956.
Des chercheurs étrangers se sont dès lors intéressés au folklore acadien, tôt imités par les Acadiens eux-mêmes. L'université de Moncton enseigne le folklore depuis 1966 et son Centre d'études acadiennes, comme l'université Laval, possède d'importantes collections dédiées à ce sujet. Les chansons traditionnelles sont maintenant présentes dans les médias et les spectacles ; ces mêmes chansons ont contribué à lancer les carrières d'Édith Butler et d'Angèle Arsenault. Le folklore a également inspiré de nombreux auteurs, dont Antonine Maillet.
Les histoires de Paul Bunyan, un bûcheron fictif des contes populaires américains, sont parfois dites être inspirées par les contes acadiens des bûcherons.

### Humour
Les Niaiseries acadiennes sont nées sur Facebook, le 8 août 2013 au Goulet. Elles ont comme but premier de faire rire la population de la Péninsule acadienne en abordant plusieurs thèmes reflétant les différents aspects et attraits de la région et du Nouveau-Brunswick. Avec le temps, des Acadiens de partout ont adopté la page.

### Langue
Les Acadiens parlent un dialecte de français appelé le français acadien. Ceux de la région de Moncton parlent souvent le chiac et l'anglais. Les descendants cadiens de la Louisiane parlent surtout l'anglais mais souvent toujours en plus le français cadien.

### Étiquette
Les bonnes manières sont considérées importantes, comme ouvrir la porte aux femmes et leur laisser sa place, se faire la bise entre homme et femmes, et des câlins entre femmes proches. Il est de mise de garder ses mains sur la table, appuyée sur le poignet pour la femme et le bras pour l'homme ; les coudes peuvent être appuyés sur la table seulement après le repas. Manger sur la rue est considéré mal élevé. Faire le signe du pouce en bas(👎) est considéré offensant.

### Religion
Les Acadiens sont majoritairement catholiques. L'interprétation du christianisme en Acadie mêle des croyances au surnaturel, en particulier les esprits et la sorcellerie, mais ces pratiques sont en baisse.

### Sport

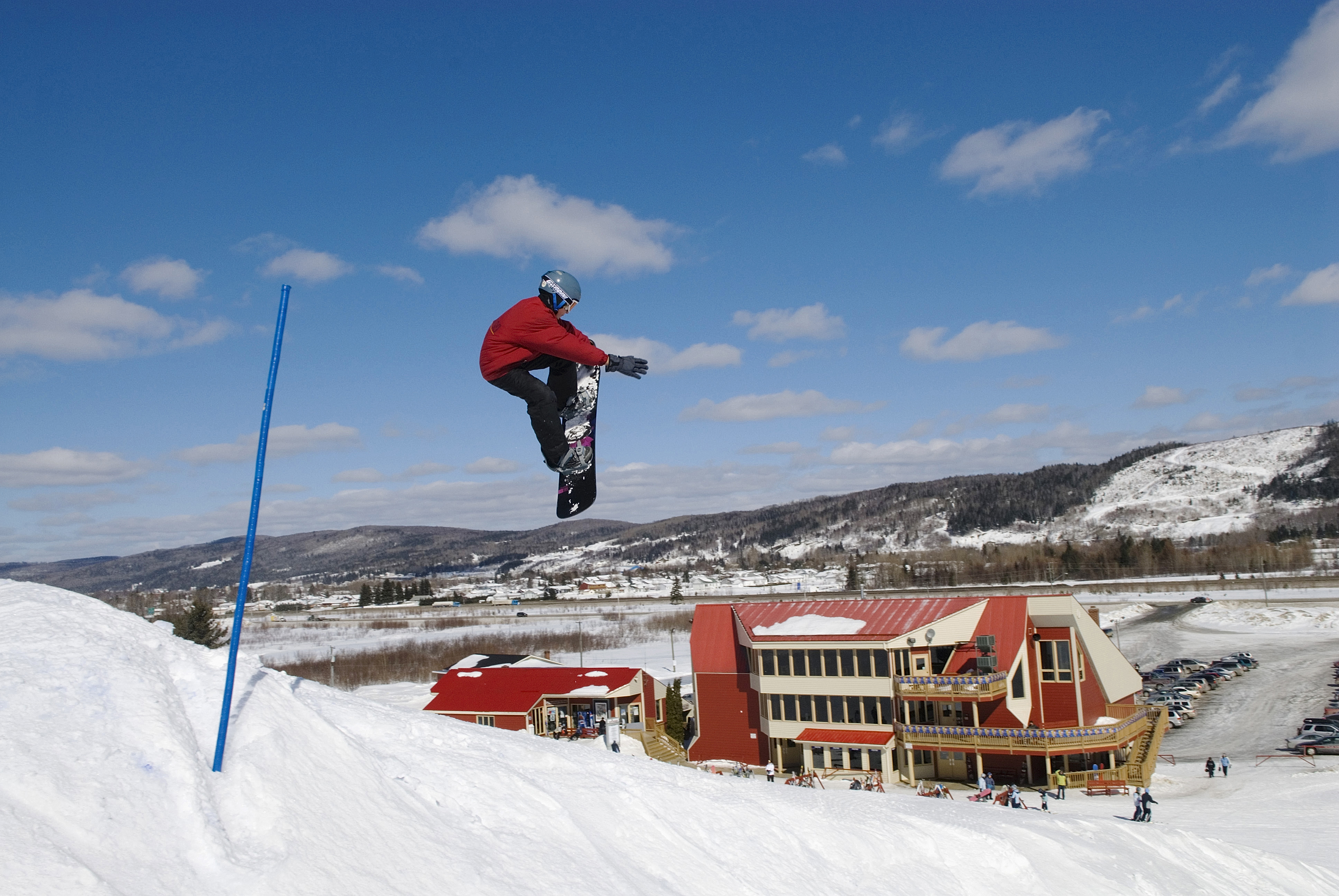
Planche à neige au mont Farlagne.

Plusieurs Acadiens se sont démarqués dans le sport professionnel, comme Yvon Durelle à la boxe, Rhéal Cormier au baseball, Ron Turcotte dans le sport hippique ainsi que Luc Bourdon et Roland Melanson au hockey sur glace. Quelques équipes professionnelles sont installées dans les régions acadiennes, dont plusieurs de la Ligue de hockey junior majeur du Québec.
Le sport est pratiqué en Acadie depuis sa fondation mais est à l'origine peu présent dans la culture à cause des conditions de vie difficiles. Les collèges fondés vers la fin du XIXe jouent un rôle dans l'implantation du sport dans la vie quotidienne. À partir des années 1960, de nouvelles écoles sont construites avec des gymnases et d'autres installations sportives.
La fondation d'une école normale francophone à Moncton, puis l'ouverture du Département d'éducation physique de l'université de Moncton permet la formation des enseignants en français. Depuis 1979, les Jeux de l'Acadie sont l'occasion, pour les athlètes en herbe de toute l'Acadie, de se mesurer les uns aux autres.